# Mars Pathfinder
La Mars Pathfinder fue una nave espacial estadounidense con la misión de estudiar Marte desde la superficie. Lanzada por la NASA en 1996, fue la primera misión en aterrizar en el planeta con éxito desde el programa Viking en 1976.
Estaba compuesta por el lander o módulo de aterrizaje, formalmente llamado Carl Sagan Memorial Station, y en su interior el rover o vehículo de exploración, llamado Sojourner en honor de la activista por los derechos civiles Sojourner Truth, con un peso de tan solo 10,6 kg, que se convirtió en el primer róver en operar fuera del sistema Tierra-Luna.
Fue lanzada el 4 de diciembre de 1996 por la NASA a bordo de un cohete Delta II desde Cabo Cañaveral, un mes después de lanzarse la Mars Global Surveyor. Aterrizó el 4 de julio de 1997 en el Ares Vallis —un valle de Marte—, en una región llamada Chryse Planitia en el cuadrángulo de Oxia Palus. El módulo de aterrizaje se abrió, liberando al róver, que realizó múltiples experimentos en la superficie marciana. La misión portaba una serie de instrumentos científicos para analizar la atmósfera, climatología, geología y composición de las rocas y suelo de Marte.
Esta misión fue la primera de una serie de misiones a Marte que incluyó un róver, y fue el primer lander en aterrizar con éxito desde que las dos Viking hubieran aterrizado en el planeta rojo en 1976. Aunque la Unión Soviética envió rovers a la Luna con éxito como parte del programa Lunojod en la década de 1970, los intentos de utilizarlos en los programas de Marte fallaron.
Además de los objetivos científicos, la misión Mars Pathfinder fue una «prueba de concepto» para diversas tecnologías, como la toma de contacto con el suelo marciano mediada por un sistema gigante de bolsas de aire para amortiguar el impacto o la prevención automática de obstáculos, ambas explotadas posteriormente por la misión Mars Exploration Rover. La Mars Pathfinder también fue notable por su costo extremadamente bajo en relación con otras misiones espaciales robóticas a Marte. Originalmente, la misión se concibió como la primera del programa de la Mars Environmental Survey.
Fue el segundo proyecto del programa Discovery de la NASA, que promueve el uso de naves espaciales de bajo costo y lanzamientos frecuentes bajo el lema «más barato, más rápido y mejor» sostenida por el entonces administrador, Daniel Goldin. La misión fue dirigida por el Jet Propulsion Laboratory (JPL), una división del Instituto de Tecnología de California (Caltech), responsable del programa de exploración a Marte de la NASA. El gerente del proyecto fue Tony Spear del JPL.

## Objetivos de la misión
Los principales objetivos eran probar nuevas tecnologías y métodos para futuras misiones de los programas de exploración espacial.
Por una parte, el rover Sojourner realizó una serie de experimentos tecnológicos específicos para evaluar su propio rendimiento como guía para el diseño de hardware y software en futuros rovers, así como para ayudar a verificar las capacidades de ingeniería para los rovers de Marte.
Por otra parte, la Mars Pathfinder utilizó un método innovador para entrar directamente en la atmósfera marciana, ayudado por un paracaídas para frenar su descenso a través de la delgada atmósfera marciana y un sistema gigante de bolsas de aire para amortiguar el impacto.
Se resume en cinco puntos:
- La Mars Pathfinder era una misión de descubrimiento de la NASA.
- Bajo el lema «Faster, better, and cheaper», «Más rápido, mejor y más barato» con solo tres años de desarrollo y un costo menor a 150 millones de dólares.
- Probar un sistema simple y de bajo costo a un precio fijo de colocar una carga científica en la superficie de Marte a 1/15 de la tarifa de precio de las Viking.
- Demostrar el compromiso de la NASA con la exploración planetaria de bajo costo completando la misión por un costo total de 280 millones de dólares, incluido el vehículo de lanzamiento y las operaciones de la misión.
- Probar la movilidad y la utilidad de un microróver en la superficie de Marte.

## Objetivos científicos

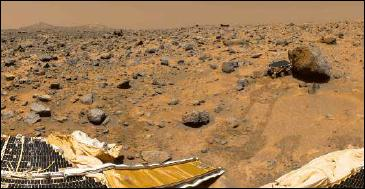
El Sojourner cerca de la roca Yogui.

Morfología de suelo y geología a escala métrica
El IMP (Imager for Mars Pathfinder) reveló procesos geológicos marcianos e interacciones superficie-atmósfera similares a las observadas en los sitios de aterrizaje de las Viking. Las observaciones del paisaje general, las pendientes de la superficie y la distribución de rocas obtenidas mediante imágenes estereoscópicas panorámicas en distintos momentos del día. Cualquier cambio en la escena a lo largo de la vida de la misión puede atribuirse a las acciones de deposición de escarcha, polvo o arena, erosión u otras interacciones entre la superficie y la atmósfera. Se tuvo una comprensión básica de las propiedades de la superficie y del suelo cercano a la superficie mediante las imágenes realizadas por el Rover y por el Lander de las huellas de rodadas del rover, los agujeros excavados por las ruedas y cualquier interrupción de la superficie causada por rebotes o retracciones del airbag.
Petrología y geoquímica de los materiales de la superficie
El APXS (espectrómetro de rayos X Alfa-Protón) y los filtros espectrales visibles de infrarrojo cercano en el IMP determinaron los elementos dominantes que componen las rocas y otros materiales de la superficie del sitio de aterrizaje. Una mejor comprensión de estos materiales abordando cuestiones relativas a la composición de la corteza marciana, así como el desgaste a la intemperie (de los diferentes tipos de suelos). Estas investigaciones proporcionarían un punto de calibración para observaciones de teledetección orbital como Mars Global Surveyor. El IMP obtuvo panorámicas completas multiespectrales de la superficie y los materiales subyacentes expuestos por el róver y por el módulo de aterrizaje. Dado que el APXS estaba montado en el róver, pudo caracterizar rocas y suelos en las proximidades del módulo de aterrizaje.
Propiedades magnéticas y mecánicas de la superficie
Los objetivos magnéticos se distribuyen en varios puntos alrededor de la nave espacial. Se usaron imágenes multiespectrales de estos objetivos para identificar los minerales magnéticos que componen el polvo transportado por el aire. Además, la toma de medidas del APXS del material recogido en los objetivos magnéticos determinaría la presencia de titanio y hierro en el polvo. Usando una combinación de imágenes y mediciones del APXS, sería posible inferir la composición mineral de las rocas. El examen detallado de las imágenes de la trayectoria de las ruedas daría una mejor comprensión de la mecánica del suelo que rodea el lugar de aterrizaje.
Estructura atmosférica, además de variaciones meteorológicas diurnas y estacionales
El ASI/MET podría determinar la temperatura y la densidad de la atmósfera durante la entrada, el descenso y el aterrizaje. Además, se usarían acelerómetros de tres ejes para medir la presión atmosférica durante este período. Una vez en la superficie, se obtendrían mediciones meteorológicas tales como presión, temperatura, velocidad del viento y opacidad atmosférica diariamente. Los termopares montados en el mástil de un metro de altura examinarían los perfiles de temperatura con la altura, la dirección y la velocidad del viento se medirían con un sensor de viento montado en la parte superior del mástil, así como con tres mangas de viento intercaladas a diferentes alturas en el mástil. Comprender estos datos sería muy importante para identificar las fuerzas que actúan sobre las partículas pequeñas que transporta el viento. El cielo regular y las observaciones espectrales solares usando el IMP monitorizarían el tamaño de las partículas transportadas por el viento, la forma de las partículas, la distribución con la altitud y la abundancia de vapor de agua.
Dinámica rotacional y orbital de Marte
La Red de Espacio Profundo (DSN), mediante el uso de seguimiento bidireccional en banda X y Doppler del módulo de aterrizaje, podría abordar una variedad de preguntas de dinámica orbital y de rotación. La determinación del alcance implicaría el envío de un rango de códigos al módulo de aterrizaje en Marte y la medición del tiempo requerido para que el módulo de aterrizaje haga eco de los códigos de regreso a la estación terrestre. Dividir esta vez por la velocidad de la luz da como resultado una medición precisa (de entre 1 y 5 metros) de la distancia desde la estación hasta la nave espacial. A medida que el módulo de aterrizaje se mueve en relación con la estación de seguimiento, la velocidad entre la nave espacial y la Tierra causa un cambio en la frecuencia (desplazamiento Doppler). La medición de este cambio de frecuencia proporciona una medición precisa de la distancia desde la estación hasta el módulo de aterrizaje. A los pocos meses de observar estas características, la ubicación del módulo de aterrizaje de Mars Pathfinder se puede determinar en pocos metros. Una vez que se ha identificado la ubicación exacta de la Pathfinder, la velocidad de orientación y precesión (movimiento regular del polo con respecto a la eclíptica) del polo se puede calcular y comparar con las mediciones realizadas con los módulos de aterrizaje Viking de hace 20 años. La medición de la tasa de precesión permite el cálculo directo para el momento de inercia, que a su vez está controlado por la densidad de la roca marciana con la profundidad. Medidas similares a estas se usan en la Tierra para determinar la composición del interior del planeta.

### Lander Pathfinder
- IMP: Imager for Mars Pathfinder, incluye magnetómetro y anemómetro
- ASI/MET: Sensores atmosféricos y meteorológicos

La Mars Pathfinder llevó a cabo diferentes investigaciones en el suelo marciano utilizando tres instrumentos científicos. El módulo de aterrizaje contenía una cámara estereoscópica con filtros espaciales en un mástil expansible llamado Imager for Mars Pathfinder (IMP), y el paquete Atmospheric Structure Instrument/Meteorology (ASI/MET) que actuaba como una estación meteorológica de Marte recolectando datos sobre presión, temperatura y vientos. La estructura MET incluía tres mangas de viento montadas a tres alturas en un mástil, la más alta a aproximadamente un metro, registró vientos generalmente del oeste.

### Róver Sojourner
- Sistema de imagen de tres cámaras estereoscópicas: dos frontales monocromáticas, una trasera a color[11]
- Sistema de detección de peligros por rayos láser
- APXS: Espectrómetro de rayos X Alfa Protón
- Experimento de abrasión de rueda
- Experimento de adherencia de materiales
- Acelerómetros

El róver Sojourner disponía de un espectrómetro de rayos X Alfa Protón (APXS), que se utilizó para analizar los compuestos de las rocas y del suelo. Los instrumentos permitían investigar la geología de la superficie marciana desde solo unos pocos milímetros hasta cientos de metros, la geoquímica e historia evolutiva de las rocas y de la superficie, las propiedades magnéticas y mecánicas de la tierra, así como las propiedades magnéticas del polvo, de la atmósfera y la dinámica rotacional y orbital del planeta.
El róver también tenía tres cámaras a bordo: dos cámaras de 0.3 megapíxeles en blanco y negro ubicadas en la parte frontal (768 píxeles horizontales × 484 píxeles verticales configurados en bloques de 4 × 4 + 100 píxeles), junto con cinco proyectores de banda láser, lo que permitía captar imágenes estereoscópicas que se tomaron junto con las mediciones para la detección de peligros en el camino del róver. Se ubicó en la parte posterior una tercera cámara con la misma resolución pero en color, cerca del APXS, que rotaba 90°. Proporcionó imágenes del área objetivo del APXS y las huellas del róver en el suelo. Los píxeles de esta cámara a color se organizaron de tal manera que, de los 16 píxeles de un bloque de 4 × 4 píxeles, 12 píxeles eran sensibles al verde, 2 píxeles al rojo y 2 píxeles eran sensibles tanto al infrarrojo como al azul. Como todas las cámaras tenían lentes fabricadas de seleniuro de zinc, que bloquea la luz por debajo de una longitud de onda de 500 nm, la luz azul nunca llegó realmente a estos píxeles sensibles al azul/infrarrojos, que por lo tanto solo registraron infrarrojos.
Las tres cámaras eran CCD fabricadas por Eastman Kodak Company, y estaban controladas por la CPU del róver. Todas tenían exposición automática y capacidad para manejar los píxeles defectuosos. Se incluyeron en las imágenes transmitidas, como parte del encabezado de la imagen, los parámetros del tiempo de exposición, la compresión utilizada, etc. El róver podía comprimir las imágenes de las cámaras frontales utilizando el algoritmo de codificación de truncamiento de bloque (BTC), pero solo podría hacer lo mismo con las imágenes de la cámara trasera si se descartara la información de color. La resolución óptica de las cámaras fue suficiente para resolver detalles de 0,6 cm en un rango de 0,65 m.

## Entrada en la atmósfera, descenso y aterrizaje

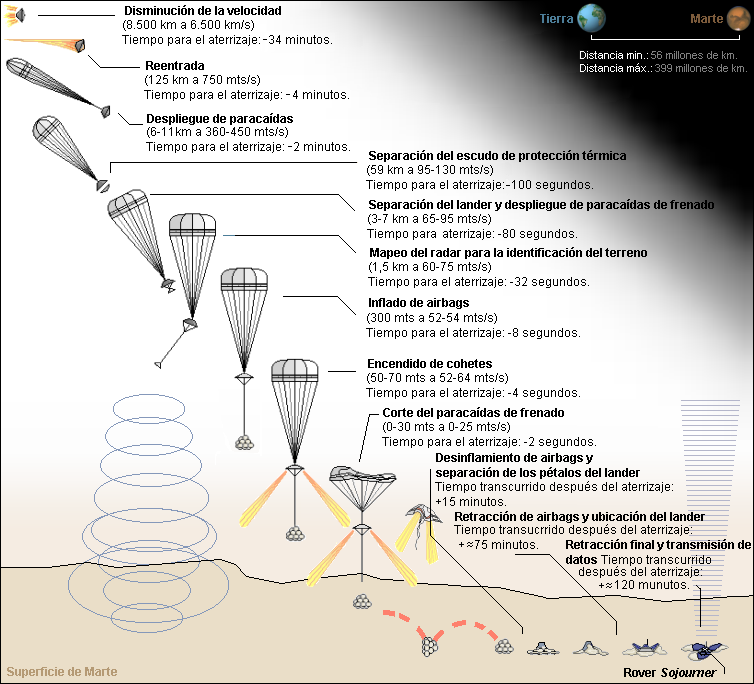
Etapas de la entrada, descenso y aterrizaje de la misión Mars Pathfinder

El aterrizaje de la Mars Pathfinder transcurrió exactamente como había sido diseñado por los ingenieros de la NASA. Ingresó en la atmósfera marciana y aterrizó utilizando un sistema innovador formado por la cápsula de entrada, un paracaídas de frenado supersónico de 11 metros de diámetro, los cohetes de combustible sólido y unas grandes bolsas de aire o airbags para amortiguar el impacto.
La Mars Pathfinder ingresó directamente a la atmósfera de Marte en una dirección retrógrada desde una trayectoria hiperbólica a 6,1 km/s (~22 000 km/h) usando una aeroshell o cápsula de entrada atmosférica derivada del diseño original de la Viking Mars Lander. La aeroshell consistía en un caparazón trasero y un escudo térmico ablativo especialmente diseñado para reducir la velocidad a 370 m/s (~1300 km/s) donde se infló el paracaídas supersónico con banda de separación por disco para frenar su descenso a través de la delgada atmósfera marciana a 68 m/s (~250 km/h). La computadora a bordo del módulo de aterrizaje usó acelerómetros redundantes para determinar el momento de la inflado del paracaídas. Veinte segundos después, el escudo térmico fue separado pirotécnicamente. Otros veinte segundos más tarde, el módulo de aterrizaje (lander) se separó de la cápsula quedando colgado por un tirante a 20 m. Cuando el módulo de aterrizaje llegó a 1,5 km por encima de la superficie, la computadora de a bordo utilizó un radar para determinar la altitud y la velocidad de descenso.

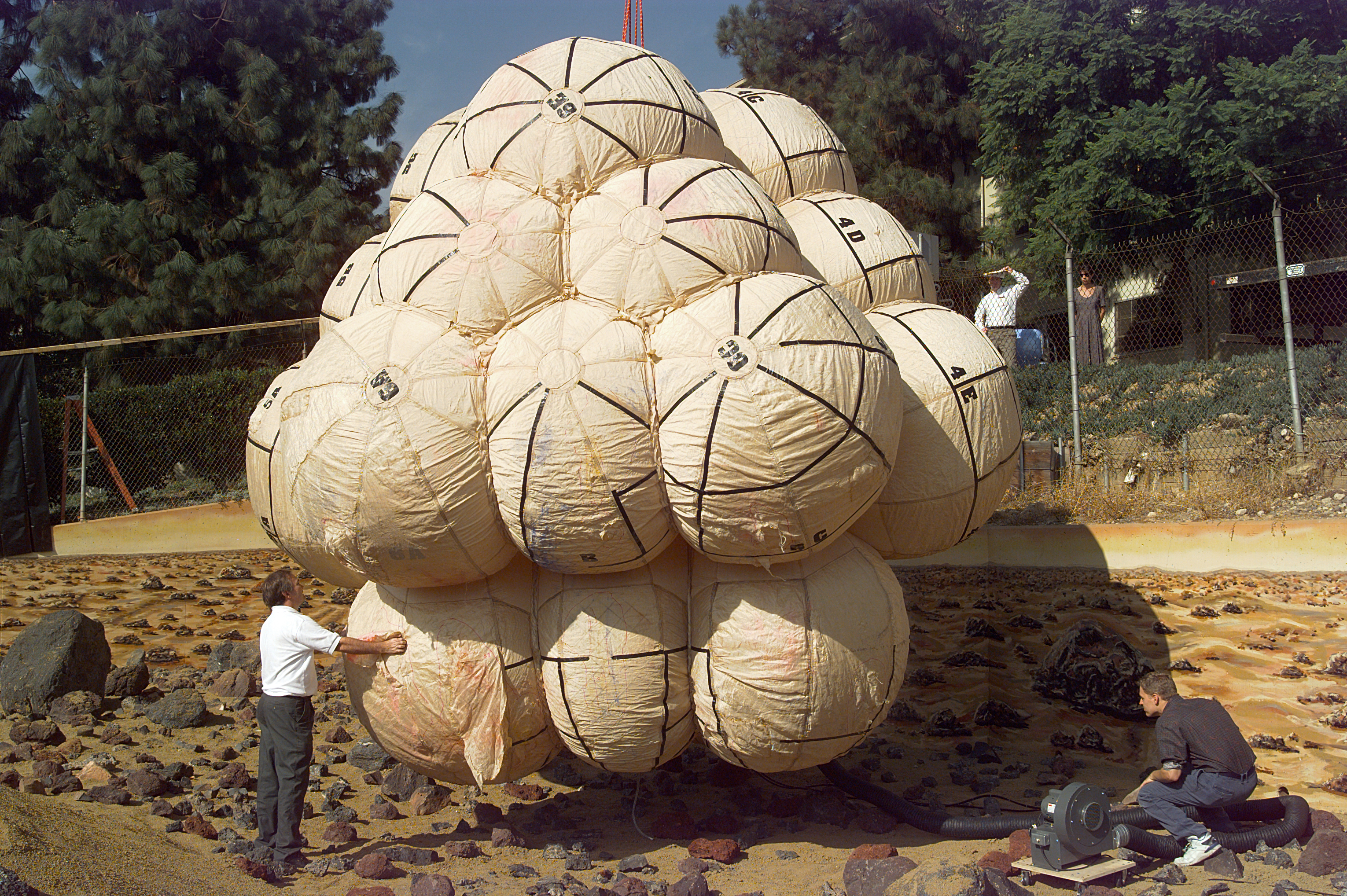
Pruebas de los airbags que protegieron la Mars Pathfinder antes del impacto en la superficie de Marte.

Una vez que el módulo de aterrizaje estuvo a 355 m sobre el nivel del suelo, los airbags se inflaron en menos de un segundo utilizando tres motores de cohetes sólidos enfriados catalíticamente que servían como generadores de gas. Los airbags estaban hechos de 4 bolsas de vectran multicapa interconectadas que rodeaban el tetraedro del módulo de aterrizaje. Fueron diseñados y probados para recibir impactos con grandes ángulos de incidencia hasta 28 m/s. Sin embargo, como las bolsas de aire se diseñaron para aguantar no más de aproximadamente 15 m/s en impactos verticales, se colocaron tres retrocohetes de combustible sólido sobre del módulo de aterrizaje en el caparazón trasero. Estos fueron disparados a 98 m sobre el suelo. La computadora del módulo de aterrizaje calculó el mejor momento para disparar los cohetes y cortar el tirante para que la velocidad del módulo de aterrizaje se redujera lo más próxima a 0 m/s entre 15 y 25 m sobre el suelo. Después de 2,3 segundos, mientras los cohetes seguían encendidos, el módulo de aterrizaje cortó el tirante a unos 21,5 m sobre el suelo y cayó al suelo. Los cohetes salieron volando hacia arriba y lejos del caparazón trasero y del paracaídas (desde entonces se han visto en imágenes orbitales). El módulo de aterrizaje impactó a 14 m/s y limitó el impacto a solo 18 G de desaceleración. El primer rebote fue de 15,7 m de alto y continuó rebotando durante al menos 15 veces (el registro de datos del acelerómetro no siguió todos los rebotes).
En total, todo el proceso de entrada, descenso y aterrizaje se completó en cuatro minutos.
Una vez que el módulo de aterrizaje dejó de rodar, los airbags se desinflaron y se retrajeron hacia el módulo de aterrizaje utilizando cuatro cabrestantes montados en los «pétalos» del módulo de aterrizaje. Diseñado para enderezarse desde cualquier orientación inicial, el módulo de aterrizaje pasó rodando con el lado derecho hacia arriba sobre su pétalo base. 74 minutos después del aterrizaje, los pétalos se desplegaron con el róver Sojourner y los paneles solares conectados en el interior.
El módulo de aterrizaje llegó por la noche a las 2:56:55 hora solar local de Marte (16:56:55 UTC) del 4 de julio de 1997. El módulo de aterrizaje tuvo que esperar hasta el amanecer para enviar sus primeras señales e imágenes digitales a la Tierra. El sitio de aterrizaje estaba ubicado a 19.33 ° latitud norte y 33.55 ° longitud oeste en Ares Vallis, a solo 19 kilómetros al suroeste del centro de la elipse de aterrizaje de 200 km de ancho. Durante el Sol 1, el primer día solar marciano que el módulo de aterrizaje pasó en el planeta, el módulo de aterrizaje tomó fotografías e hizo algunas mediciones meteorológicas. Una vez recibidos los datos, los ingenieros se dieron cuenta de que uno de los airbags no se había desinflado por completo y era un problema para la rampa de descenso del Sojourner. Para resolver el problema, enviaron comandos al módulo de aterrizaje para levantar y retraer el pétalo y explotar el airbag. El procedimiento fue un éxito y en Sol 2, el Sojourner fue liberado y descendió por una de las dos rampas.
El diseño del sistema de entrada, descenso y aterrizaje de la Mars Pathfinder se utilizó (con algunas modificaciones) en la misión Mars Exploration Rover. Del mismo modo, muchos aspectos del diseño del rover Sojourner (por ejemplo, la arquitectura de movilidad del Rocker-bogie y los algoritmos de navegación) también se utilizaron con éxito en la misión Mars Exploration Rover.

### El lugar de aterrizaje
El lugar de aterrizaje seleccionado por la NASA era una antigua llanura aluvial del hemisferio norte de Marte conocida como Ares Vallis (el valle de Ares, el equivalente griego de la deidad romana Marte). Se trata de una llanura rocosa en la que hubo grandes inundaciones cuando el agua fluía en Marte. El sitio está a 850 km al sureste de la ubicación del módulo de aterrizaje de la Viking 1, que en 1976 se convirtió en la primera nave espacial en aterrizar en Marte. Las coordenadas del sitio elegido eran 19.5 ° N, 32.8 ° O.
El sitio fue elegido con la participación de toda la comunidad científica interesada en Marte. Más de 60 científicos de los Estados Unidos y Europa. Ares Vallis, además está ubicado en la desembocadura de un gran canal de evacuación, en el que potencialmente, habría una gran variedad de rocas que se encontrarían al alcance del rover. Aunque los orígenes exactos de las muestras no se conocían, la posibilidad de muestrear una variedad de rocas en un área pequeña podría revelar mucho sobre Marte. Las rocas habrían sido arrastradas desde las tierras altas en un momento en que existían inundaciones sobre la superficie de Marte. Se enumeraron varios sitios potenciales donde desembocaron los antiguos canales de salida en Chryse Planitia, después de atravesar las placas de la corteza y las llanuras escarpadas, donde el agua habría recogido material y lo habría depositado en la llanura. Otros sitios que se consideraron fueron Oxia Palus, un oscuro altiplano que contiene corteza de las tierras altas y depósitos oscuros arrastrados por el viento; Maja Valles Fan, un delta que drenó un canal de salida; y Maja Highlands, justo al sur de Maja Valles. Todos los sitios se estudiaron usando los datos del orbitador de la Viking.
Después del exitoso aterrizaje en las coordenadas aproximadas 19.33 ° N, 33.55 ° O, el módulo de aterrizaje pasó a llamarse Carl Sagan Memorial Station en honor del astrónomo Carl Sagan.

## Salida delSojourner

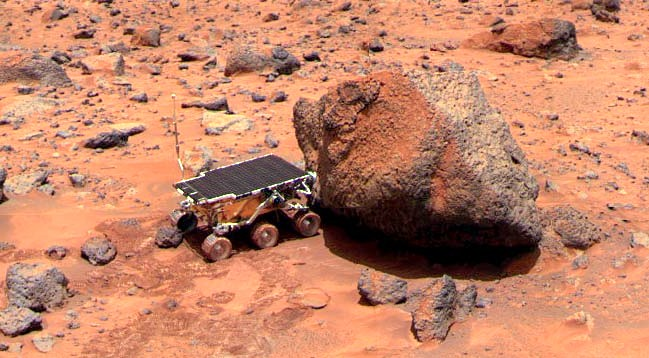
El Sojourner estudia a la roca «Yogui» después de haber salido del lander

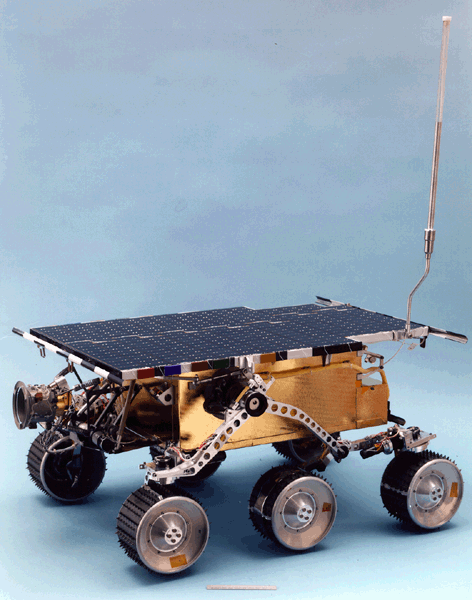
Vista lateral del Sojourner

La salida del rover Sojourner del lander se produjo en Sol 2, después de su aterrizaje el 4 de julio de 1997. A medida que avanzaban los siguientes soles, se acercó a algunas rocas, que los científicos llamaron «Barnacle Bill», «Yogui», «Casper» o «Scooby-Doo», en honor a los famosos personajes de dibujos animados. El rover realizó mediciones de los elementos encontrados en esas rocas y en el suelo marciano, mientras el módulo de aterrizaje tomaba fotografías del Sojourner y del terreno circundante, además de hacer observaciones climáticas.
El Sojourner era un vehículo de seis ruedas de 65 cm de largo, 48 cm de ancho, 30 cm de alto y su peso en la Tierra era de 10,5 kg mientras que en Marte –debido a la menor gravedad– solo era el equivalente a 4 kg.
El sistema de control es un procesador Intel 80C85 de 8 bits que computa alrededor de 100 000 instrucciones por segundo. El ordenador es capaz de comprimir y almacenar una única imagen a bordo. El robot se alimenta de células solares de 0,2 metros cuadrados, que proporcionan la energía para varias horas de operaciones por sol (1 día marciano = 24,6 horas de la Tierra). 3 baterías de cloruro de tionilo de litio recargables (LiSOCl2) D-cell con capacidad de 50 Wh proporcionan energía de reserva. Todas las comunicaciones Rover se realizan a través del módulo de aterrizaje.
El robot está equipado con cámaras de imagen en blanco y negro y color que se utilizaron para la imagen del robot a fin de evaluar su estado tras el aterrizaje. El objetivo era adquirir tres imágenes en blanco y negro espaciadas por 120 grados de separación de la sonda. También se obtuvieron imágenes de los terrenos circundantes para estudiar el tamaño y la distribución de los suelos y rocas, así como la aportación de grandes características. Las imágenes de las marcas de ruedas del robot será utilizadas para estimar las propiedades del suelo. Las imágenes del rover desde el Lander también se realizan para evaluar el rendimiento de vehículo y el suelo y las propiedades del sitio. El rendimiento del vehículo se observó para determinar las capacidades de seguimiento, el rendimiento del disco, comportamiento térmico, y el rendimiento del sensor. Las comunicaciones de banda UHF entre el rover y el aterrizador fue estudiada para determinar la eficacia de la relación entre el rover y aterrizador. Las evaluaciones de la roca y la mecánica de la superficie se hizo sobre la base de la abrasión de las ruedas y la adherencia de polvo. Un espectrómetro alfa-protón de rayos X (APXS) estaba a bordo del vehículo para determinar la composición de las rocas y el suelo. Las fotos de todas las muestras analizadas se transmitían a la Tierra. Los objetivos primarios fueron programados para los primeros siete soles, todos dentro de unos 10 metros de la nave. La extensión de la misión incluye viajes un poco más lejos de la nave, y viajes aún más largos fueron planeados. Las imágenes fueron tomadas y los experimentos fueron realizados por el aterrizador y el vehículo hasta el 27 de septiembre de 1997, cuando las comunicaciones se perdieron por causas desconocidas.

## Los estudios delSojourner

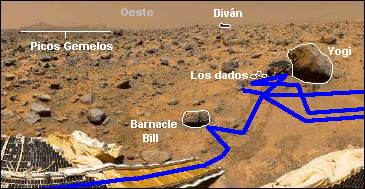
Detalle del trayecto y rocas circundantes

El primer análisis sobre una roca en Marte comenzó en el Sol 3 con el estudio de "Barnacle Bill". El Espectrómetro de rayos X Alfa Protón (APXS) fue empleado para determinar su composición. El espectrómetro necesitaba cerca de 10 horas de análisis para llevar a cabo un estudio completo. Midió todos los elementos con excepción del hidrógeno, ya que constituye cerca de una décima parte del 1 por ciento de la masa de la roca o el suelo.
El APXS lleva a cabo sus estudios al bombardear rocas y muestras de suelo con partículas de radiación alfa –partículas cargadas equivalentes al núcleo de un átomo de helio, formadas por dos protones y dos neutrones. Los resultados indicaron que "Barnacle Bill" es similar a las andesitas terrestres, confirmando la actividad volcánica en el pasado de Marte.
Los estudios llevados a cabo sobre la roca "Yogi" muestran que es de diferente composición, ya que según a los datos derivados del APXS, es una roca basáltica más primitiva que "Barnacle Bill". La forma y la textura superficial de "Yogi" muestran que probablemente fue depositada por una inundación.
En otra roca llamada "Moe", el Sojourner encontró marcas sobre la superficie que dan muestra de la erosión del viento. El análisis del APXS muestra que la mayoría de las rocas estudiadas tienen un alto contenido de silicio. En otra región que se llamó “Jardín de Rocas” el Sojourner encontró dunas con forma de luna creciente, idénticas a las dunas barcanoides que se forman en la Tierra.
El lander, por su parte, transmitió más de 16 500 imágenes y realizó 8,5 millones de mediciones de la presión atmosférica, temperatura y velocidad del viento.

## Fin de la misión

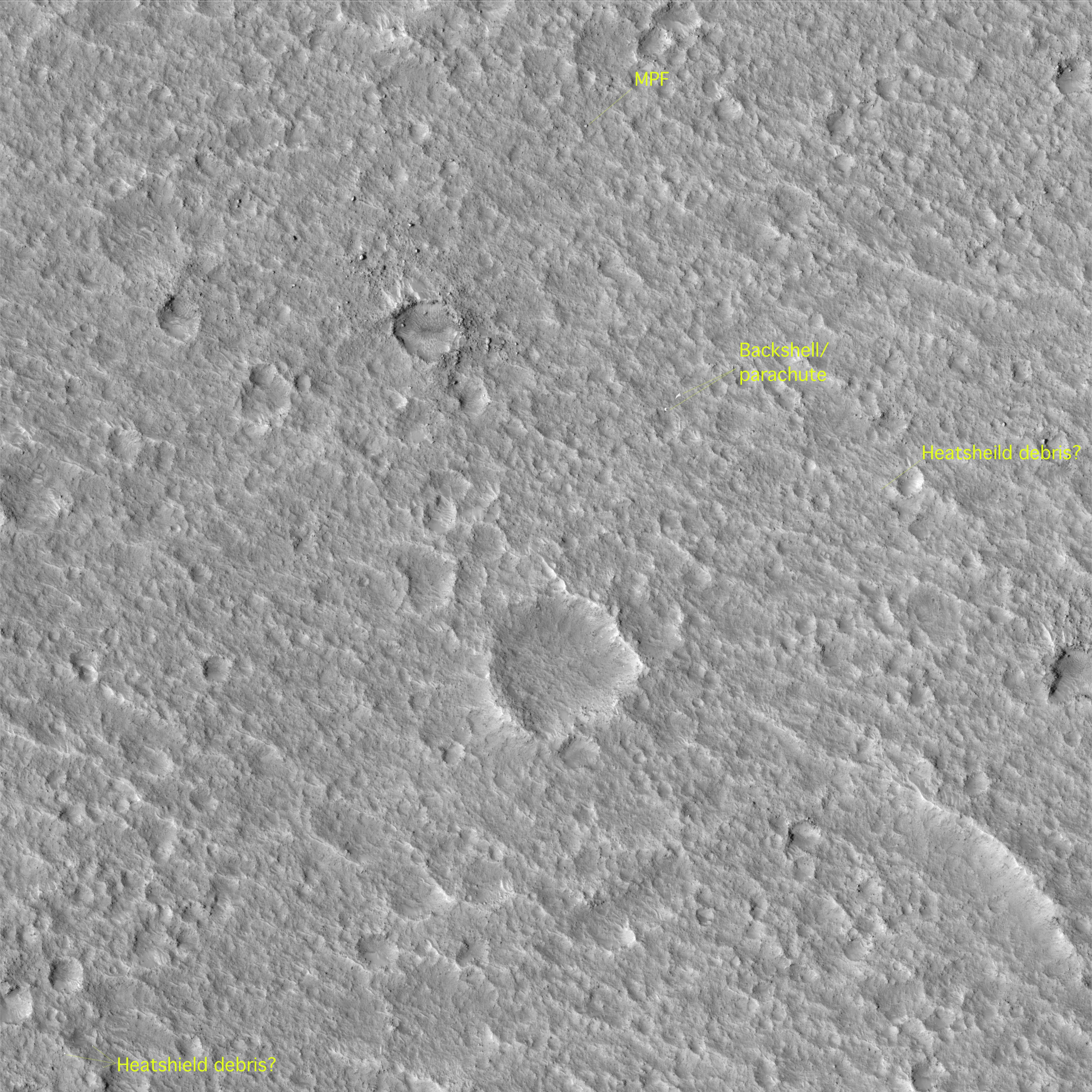
Mars Pathfinder visto desde el espacio por la MRO HiRISE

Aunque la misión se planificó para durar entre una semana y un mes, el rover funcionó con éxito durante casi tres meses. La comunicación falló después del 7 de octubre, con una transmisión de datos final recibida de la Pathfinder a las 10:23 UTC del 27 de septiembre de 1997. Los administradores de la misión intentaron, durante los siguientes cinco meses, restablecer las comunicaciones completas pero la misión finalizó el 10 de marzo de 1998. Durante la prolongada operación se estaba realizando una panorámica estéreoscópica de alta resolución del terreno circundante, y el rover Sojourner debía visitar una cresta distante, pero la panorámica solo se había completado en un tercio y la visita a la cordillera no había comenzado cuando la comunicación falló.
La batería incorporada, diseñada para funcionar durante un mes, pudo haber fallado después de las repetidas cargas y descargas. La batería se usó para calentar los componentes electrónicos de la sonda ligeramente por encima de las temperaturas nocturnas en Marte. Con la avería de la batería, las temperaturas más frías de lo normal pudieron haber causado la ruptura de partes vitales, lo que llevaría a la pérdida de las comunicaciones. La misión excedió sus objetivos en el primer mes.
El Orbitador MRO descubrió el módulo de aterrizaje de la Pathfinder en enero de 2007 (izquierda).

## En la cultura popular
En la película Marte, Mark Watney, interpretado por Matt Damon, utiliza la Pathfinder para establecer contacto con la tierra después quedarse varado en Marte.